# Međunarodni sustav mjernih jedinica
Međunarodni sustav mjernih jedinica ili Međunarodni sustav jedinica (skraćeno SI[U] prema francuskom nazivu Système International [d'Unités]) je sustav mjernih jedinica čija je uporaba zakonom propisana u svim državama svijeta (osim SAD-a, Liberije i Mjanmara).
Mjerne jedinice u međunarodnom sustavu se definiraju u Međunarodnom uredu za mjere i utege (fr. Bureau International des Poids et Mesures) sa sjedištem u Sévresu kraj Pariza. Ured je osnovan 1875., kada je 17 država potpisalo Dogovor o metru (fr. Convention du Mètre).
U Hrvatskoj je Međunarodni sustav uveden u uporabu 1. siječnja 1981., čime su neke do tada uporabljivane jedinice postale nezakonite.
Jedinice Međunarodnog sustava (jedinice SI) dijele se na:
- osnovne
- izvedene (s posebnim nazivima i znakovima)
  - izvedene jedinice SI bez posebnih naziva i znakova

Kategorija dopunskih jedinica, u kojoj su bili radijan i steradijan, ukinuta je 1995.; stoga su te jedinice postale izvedene jedinice SI s posebnim nazivima i znakovima.

## Osnovne mjerne jedinice
- Duljina (l): metar (m) – duljina puta koju u vakuumu prijeđe svjetlost u trajanju 1/299 792 458 sekunde. Definicija je usvojena na 17. Općoj konferenciji za utege i mjere 1983. g.
- Masa (m): kilogram (kg) – Planckova konstanta određena je da iznosi točno 6,62607015⋅10−34 J⋅s odnosno kg⋅m2⋅s−1. Odluka je donesena 2018. na 26. sastanku Opće konferencije za mjere i utege.
- Vrijeme (t): sekunda (s) - je trajanje 9 192 631 770 perioda zračenja koje odgovara prijelazu između dviju hiperfinih razina osnovnog stanja atoma cezija-133. Definicija je usvojena na 13. općoj konferenciji za utege i mjere 1967. g.
- Jakost električne struje (I): amper (A) – jakost istosmjerne električne struje koja u vakuumu između dvaju ravnih i metar udaljenih beskonačno dugih usporednih vodiča zanemarivo malog kružnog presjeka prouzroči silu od 2 ·10−7 njutna po metru duljine vodiča.
- Termodinamička temperatura (T): kelvin (K) – definira se kao 273,16-ti dio temperature trojne točke vode.
- Množina tvari (n): mol (mol)– predstavlja količinu tvari onog sustava koji sadrži broj jedinki koliko se nalazi atoma u 12 grama ugljika C-12 (taj broj jedinki jednak je Avogadrovom broju NA=6,0221412·1023).
- Svjetlosna jakost (I): kandela (cd) – predstavlja onu svjetlosnu jakost zračenja izvora jednobojnog svjetla koja u danom smjeru frekvencije 540·1012 Hz iznosi 1/683 W/sr.

| Mjerna veličina   | Znak mjerne veličine | Mjerna jedinica | Znak mjerne jedinice |
| ----------------- | -------------------- | --------------- | -------------------- |
| Duljina           | l                    | metar           | m                    |
| Vrijeme           | t                    | sekunda         | s                    |
| Masa              | m                    | kilogram        | kg                   |
| Temperatura       | T                    | kelvin          | K                    |
| Množina tvari     | n                    | mol             | mol                  |
| Električna struja | I, i                 | amper           | A                    |
| Svjetlosna jakost | Is                   | kandela         | cd                   |

## Izvedene mjerne jedinice
- ploština, oplošje (sim. P, O; jed. m2), obujam (sim. V; m3)
- valni broj (sim. λ; jed. 1/m, m−1)
- brzina (sim. v; jed. m/s)
- ubrzanje (sim. a; jed. m/s2)
- volumni protok (sim. QV; jed. m3/s)
- gustoća (sim. ρ;  jed. kg/m3)
- energetski tok (sim. ψ; jed. J/m2)
- specifična energija (sim. e; jed. J/kg)
- specifični toplinski kapacitet (sim. c; jed. J/(kgK))
- osvijetljenost (sim. L; jed. cd/m2)
- množinska koncentracija (sim. c; jed. mol/m3)
- sila (sim. F; jed. N)
- energija, rad, toplina (sim. E, W, Q; jed. J)
- snaga (sim. P; jed. W)
- tlak (sim. p; jed. Pa)
- električni naboj (sim. Q; jed. C)
- električni napon (sim. U; jed. V)
- električni otpor (sim. R; jed. Ω)
- električna vodljivost (sim. G; jed. S)
- električni kapacitet (sim. C; jed. F)
- magnetski tok (sim. Φ; jed. Wb)
- induktivitet (sim. L; jed. H)
- magnetsko polje (sim. B; jed. T)
- frekvencija (sim. f; jed. Hz)
- svjetlosni tok (sim. Φ; jed. lm)
- osvjetljenje (sim. E; jed. lx).

## Povijest
Međunarodni sustav jedinica je razvijen iz Metarskoga sustava jedinica, međunarodno prihvaćen 1960., nakon čega je općenito prihvaćen gotovo u cijelome svijetu. Sastoji se od 7 osnovnih jedinica (metar; kilogram; sekunda; amper; kelvin; mol; kandela), jedne posebne  (celzijev stupanj) i 21 izvedene jedinice s posebnim nazivima i znakovima, od kojih se tvore ostale izvedene jedinice. Od toga je 19 jedinica nazvano prema znamenitim znanstvenicima (na primjer tesla prema Nikoli Tesli), a 9 prema nazivima na grčkom i latinskom jeziku. Temeljno mu je svojstvo suvislost (koherentnost), to jest između njegovih je jedinica jednostavan odnos (pretvorbeni je faktor jedan). Od njegovih se jedinica s posebnim nazivima i znakovima prema potrebi decimalnim postupkom tvori do deset većih i do deset manjih jedinica. Primjenljiv je u svim područjima ljudske djelatnosti i u svim granama znanosti i tehnike.

### Stare mjerne jedinice
Stare mjerne jedinice su pojedinačne jedinice ili njihove skupine koje su se rabile u različitim razdobljima, na različitim mjestima i u različite svrhe, pa se nalaze u povijesnim dokumentima, pisanoj i usmenoj književnosti, a utjelovljene su u starim mjerama, uporabnim predmetima, građevinama i slično. Mnoge su stare mjerne jedinice napuštene uvođenjem Metarskoga sustava (Metarska konvencija) u drugoj polovici 19. stoljeća (na primjer hvat, lakat, palac, unca i drugo), te konačno uvođenjem Međunarodnoga sustava jedinica u drugoj polovici 20. stoljeća (na primjer standardna atmosfera, kilopond, konjska snaga, mikron i drugo).

## Poveznice
- Mjanmanski sustav mjernih jedinica